# بنجامين إف. غوس
بنجامين إف. غوس هو شخصية أعمال وفلاح وعالم طيور وعالم حيوانات وسياسي أمريكي، ولد في 24 أبريل 1823، وتوفي في 6 يونيو 1893. نشط حزبياً في الحزب الديمقراطي. وقد انتخب عضو جمعية ولاية ويسكونسن ‏.